# Kaine Kesler-Hayden
Isaac Kesler-Hayden (Birmingham, 23 ottobre 2002) è un calciatore inglese, difensore del Preston N.E. in prestito dall'Aston Villa.

## Caratteristiche tecniche
È un terzino destro.

## Carriera

### Club
Kesler-Hayden è cresciuto nel settore giovanile dell'Aston Villa ed ha debuttato in prima squadra l'8 gennaio 2021 giocando da titolare l'incontro di FA Cup perso 4-1 contro il Liverpool. Il 6 luglio seguente ha firmato il suo primo contratto professionistico ed il 2 agosto è passato in prestito allo Swindon Town, club della quarta divisione inglese, con cui ha segnato il suo primo gol in carriera tra i professionisti il 12 dicembre contro il Walsall in FA Cup. Il 31 gennaio ha cambiato casacca passando sempre in prestito al MK Dons in terza divisione, ed il 12 agosto, sempre in prestito, è passato all'Huddersfield Town, in seconda divisione.
Il 15 gennaio 2023 è stato richiamato a Birmingham, ed ha trascorso i successivi sei mesi giocando con la formazione Under-21. Il 29 giugno successivo è stato prestato al Plymouth, dove ha giocato 27 incontri prima di venire richiamato dai Villans nel mese di gennaio. Il 30 marzo 2024 ha fatto il suo esordio in Premier League giocando gli ultimi minuti dell'incontro vinto 2-0 contro il Wolverhampton. Il 3 luglio seguente ha firmato il rinnovo del contratto ed il 7 agosto è passato in prestito al Preston N.E..

### Nazionale
Ha giocato con la nazionale inglese Under-20.

## Statistiche

### Presenze e reti nei club
Statistiche aggiornate al 23 ottobre 2024.
| Stagione        | Squadra           | Campionato      | Campionato | Campionato | Coppe nazionali | Coppe nazionali | Coppe nazionali | Coppe continentali | Coppe continentali | Coppe continentali | Altre coppe | Altre coppe | Altre coppe | Totale | Totale | Totale |
| Stagione        | Squadra           | Comp            | Pres       | Reti       | Comp            | Pres            | Reti            | Comp               | Pres               | Reti               | Comp        | Pres        | Reti        | Pres   | Reti   |        |
| --------------- | ----------------- | --------------- | ---------- | ---------- | --------------- | --------------- | --------------- | ------------------ | ------------------ | ------------------ | ----------- | ----------- | ----------- | ------ | ------ | ------ |
| 2020-2021       | Aston Villa       | PL              | 0          | 0          | FACup+CdL       | 1+0             | 0               | -                  | -                  | -                  | -           | -           | -           | 1      | 0      |        |
| 2021-gen. 2022  | Swindon Town      | FL2             | 18         | 0          | FACup+CdL       | 3+0             | 1+0             | -                  | -                  | -                  | FLT         | 0           | 0           | 21     | 1      |        |
| gen.-giu. 2022  | MK Dons           | FL1             | 17         | 1          | FACup+CdL       | 0               | 0               | -                  | -                  | -                  | FLT         | 0           | 0           | 17     | 1      |        |
| 2022-gen. 2023  | Huddersfield Town | FLC             | 14         | 1          | FACup+CdL       | 1+0             | 0               | -                  | -                  | -                  | -           | -           | -           | 15     | 1      |        |
| gen.-giu. 2023  | Aston Villa       | PL              | 0          | 0          | FACup+CdL       | 0               | 0               | -                  | -                  | -                  | -           | -           | -           | 0      | 0      |        |
| 2023-gen. 2024  | Plymouth          | FLC             | 24         | 0          | FACup+CdL       | 1+2             | 0               | -                  | -                  | -                  | -           | -           | -           | 27     | 0      |        |
| gen.-giu. 2024  | Aston Villa       | PL              | 3          | 0          | FACup+CdL       | 0               | 0               | UECL               | 1                  | 0                  | -           | -           | -           | 4      | 0      |        |
| 2024-2025       | Preston N.E.      | PL              | 9          | 0          | FACup+CdL       | 0+3             | 0               | -                  | -                  | -                  | -           | -           | -           | 12     | 0      |        |
| Totale carriera | Totale carriera   | Totale carriera | 89         | 2          |                 | 11              | 1               |                    | 1                  | 0                  |             | -           | -           | 101    | 3      |        |

## Palmarès

### Club

#### Competizioni giovanili
- FA Youth Cup: 1

Aston Villa: 2020-2021